# Лорейн (Техас)
Лорейн (англ. Loraine) — місто (англ. town) в США, в окрузі Мітчелл штату Техас. Населення — 504 особи (2020).

## Географія
Лорейн розташований за координатами 32°24′31″ пн. ш. 100°42′45″ зх. д. / 32.40861° пн. ш. 100.71250° зх. д. (32.408652, -100.712515).  За даними Бюро перепису населення США в 2010 році місто мало площу 2,69 км², уся площа — суходіл.

## Демографія
Згідно з переписом 2010 року, у місті мешкали 602 особи в 233 домогосподарствах у складі 154 родин. Густота населення становила 224 особи/км².  Було 301 помешкання (112/км²).
Расовий склад населення:
| - 85,4 % — білих - 2,8 % — чорних або афроамериканців - 1,3 % — корінних американців - 0,5 % — азіатів - 8,1 % — осіб інших рас |

До двох чи більше рас належало 1,8 %. Частка іспаномовних становила 41,9 % від усіх жителів.
За віковим діапазоном населення розподілялося таким чином: 28,6 % — особи молодші 18 років, 55,8 % — особи у віці 18—64 років, 15,6 % — особи у віці 65 років та старші. Медіана віку мешканця становила 36,9 року. На 100 осіб жіночої статі у місті припадало 89,9 чоловіків;  на 100 жінок у віці від 18 років та старших — 77,0 чоловіків також старших 18 років.
Середній дохід на одне домашнє господарство  становив 37 857 доларів США (медіана — 26 875), а середній дохід на одну сім'ю — 49 293 долари (медіана — 35 893). Медіана доходів становила 31 406 доларів для чоловіків та 22 500 доларів для жінок. За межею бідності перебувало 30,5 % осіб, у тому числі 58,4 % дітей у віці до 18 років та 34,3 % осіб у віці 65 років та старших.
Цивільне працевлаштоване населення становило 198 осіб. Основні галузі зайнятості: публічна адміністрація — 21,7 %, освіта, охорона здоров'я та соціальна допомога — 17,7 %, будівництво — 14,1 %, науковці, спеціалісти, менеджери — 11,6 %.